# Puits Joseph-Else
Pour les articles homonymes, voir Else (homonymie).
Le puits Joseph Else est un monument historique situé rue Alfred Kastler à Wittelsheim, dans le département français du Haut-Rhin, il est inscrit à l'inventaire des monuments historiques en 2005.

## Localisation
Cette mine est située rue Forestière à Wittelsheim, dans le département français du Haut-Rhin, dans la Collectivité européenne d'Alsace.

## Historique

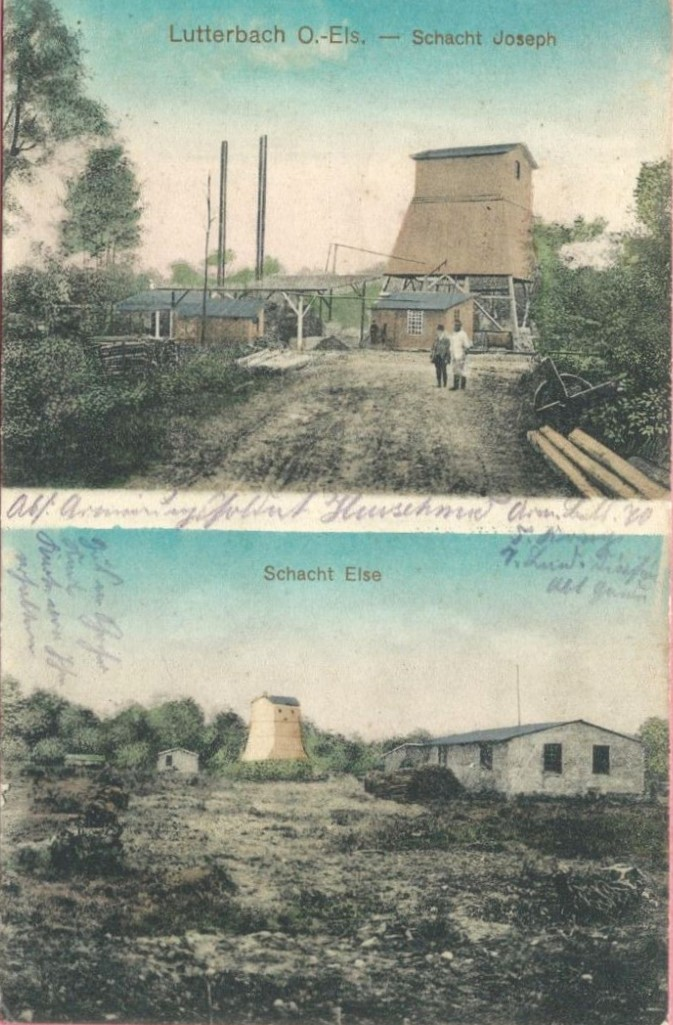
Le début du fonçage des deux puits.

Le fonçage du puits est entrepris en 1911, par le consortium Deutsche Kali Werke, la potasse est atteinte en 1913 et l'extraction commence. Après la signature de l'armistice de 1918, la fosse est reprise par les MPDA qui agrandissent les installations avec la construction d'une chaufferie en 1924, d'un magasin en 1927 puis d'une remise à incendie, de la lampisterie-vestiaires-douches, des bureaux, un laboratoire, une cantine, une infirmerie et un corps de garde.

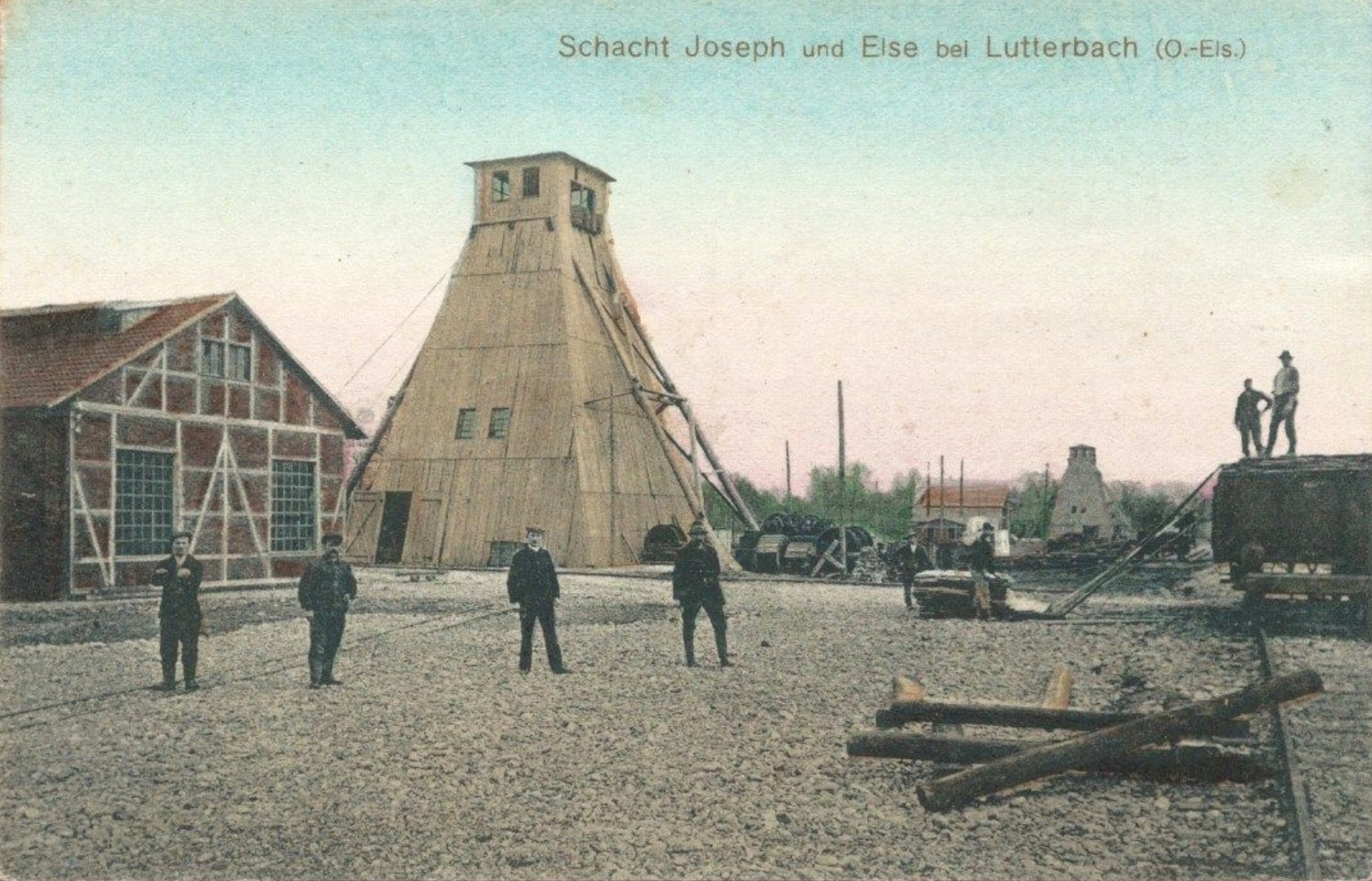
La fin du fonçage des deux puits.

La même année, un second moteur et un nouveau groupe convertisseur sont installés sur la machine d'extraction au puits Joseph, et le puits Else reçoit un nouveau chevalement en béton armé puis une nouvelle machine électrique Vénot-Pélin équipée d'un tambour bicylindroconique en 1931. En 1929, une menuiserie et un atelier sont ajoutés au complexe. Le bâtiment de recette du puits Joseph est étendu en 1957. L'exploitation s'achève en 1966 et le site est reconverti en parc d'activité en 1990. L'année suivante, le puits saint-Joseph reçoit un nouveau chevalement métallique, car récupéré par l'entreprise StocaMine qui gère le stockage de déchets de « classe 1 » et « classe 0 », sous forme d'un « stockage souterrain de déchets ultimes en couches géologiques profondes ».
L'édifice faisait l'objet d'une inscription au titre des monuments historiques depuis 1990. L'édifice faisait l'objet d'une autre inscription au titre des monuments historiques depuis 1991. La lampisterie-vestiaires-douches fait l'objet d'une inscription au titre des monuments historiques depuis 2005. L'ensemble a été radié de l'inscription comme monuments historiques depuis 2006, de par son faible état de conservation.

## Architecture

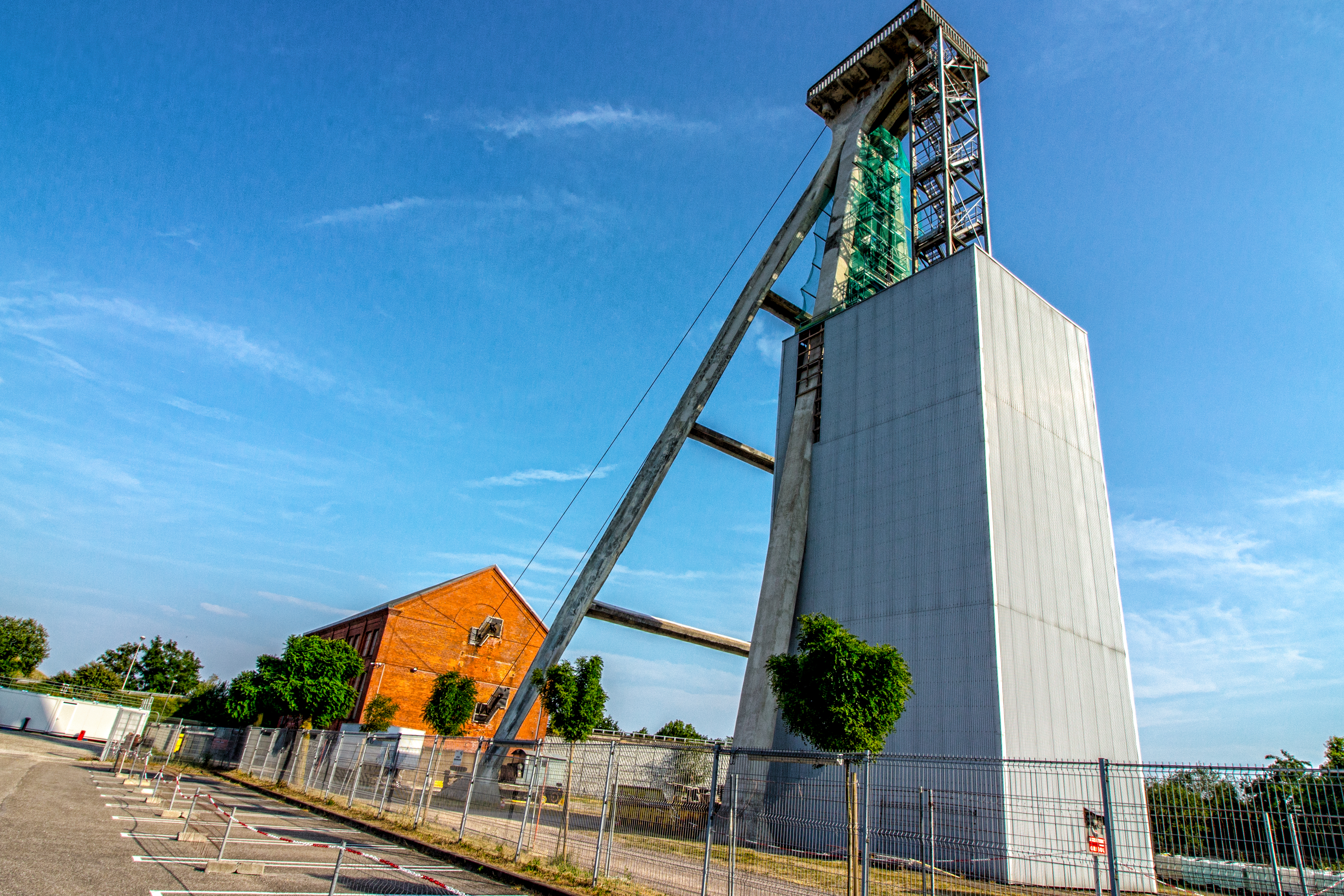
Le puits Else.

Mise à part le hangar à chlorure construit en béton armé, tous les bâtiments miniers sont construits en brique rouge maçonnée.
La lampisterie-vestiaires-douches, construite en 1928, est composé d'une grande galerie à arcades de brique,.
Le chevalement du puits Else, de type porte-à-faux est construit en béton armé, il mesure 41,57 mètres de hauteur. Il est équipé de deux molettes parallèles de 5 mètres de diamètre.
Le chevalement du puits Joseph construit en 1991, de type porte-à-faux est construit en poutrelle de fer à âme pleine, il mesure 31 mètres de hauteur et pèse 160 tonnes.